# Schwach affiner Raum
Schwach affine Räume sind in der synthetischen Geometrie eine Verallgemeinerung der affinen Geometrien. Emanuel Sperner führte sie Anfang der 1960er Jahre ein, um auch für nichtdesarguessche affine Ebenen die Einbettung in Räume höherer Dimension zu ermöglichen. Sie werden zu Ehren ihres Erfinders auch als Sperner spaces bezeichnet.

## Definition
Gegeben ist ein System {\displaystyle \left({\mathcal {P}},{\mathcal {G}},\parallel \right)}, wobei die Elemente von {\displaystyle {\mathcal {P}}} als Punkte bezeichnet werden, die Elemente von {\displaystyle {\mathcal {G}}} als Geraden und die Relation {\displaystyle \parallel } zwischen Geraden als Parallelitätsrelation. Die Menge {\displaystyle {\mathcal {G}}} der Geraden soll als Elemente nur Mengen von Punkten enthalten. Dieses System wird als schwach affiner Raum bezeichnet, wenn die folgenden Axiome gelten:
(A1) Zu zwei verschiedenen Punkten {\displaystyle A,B\in {\mathcal {P}}} existiert genau eine Gerade {\displaystyle g\in {\mathcal {G}}}, die mit beiden Punkten inzidiert, für die also {\displaystyle A,B\in g} gilt.
(A2) Die Anzahl der Punkte auf jeder Geraden ist gleich groß.
(A3) Die Parallelitätsrelation ist eine Äquivalenzrelation.
(A4) Für jedes Paar {\displaystyle (P,g)\in {\mathcal {P}}\times {\mathcal {G}}} aus einem Punkt und einer Gerade gibt es genau eine Gerade {\displaystyle h\in {\mathcal {G}}} mit den Eigenschaften {\displaystyle h\parallel g} und {\displaystyle P\in h}.
Statt des Axioms (A2) wird auch eine schärfere Variante benutzt, die nur eine endliche Anzahl von Punkten auf jeder Geraden zulässt und einige Trivialfälle ausschließt:
(A2e) Es gibt eine natürliche Zahl {\displaystyle s\geq 2}, so dass jede Gerade {\displaystyle g} genau {\displaystyle s} Punkte enthält.
Wie bei affinen Ebenen wird die Anzahl der Punkte auf einer Geraden als Ordnung des schwach affinen Raumes bezeichnet.

## Eigenschaften
- Im Unterschied zu den Axiomen einer affinen Ebene (im axiomatischen Sinn) und einem affinen Raum (über einem Schiefkörper) wird die Parallelität bei einem schwach affinen Raum nicht inhaltlich bestimmt:

- Aus (A3) folgt, dass jede Gerade zu sich selbst parallel ist und aus der Eindeutigkeit der Parallelen (A4) folgt dann, dass Geraden, die parallel und nicht identisch sind, tatsächlich disjunkt sein müssen. Im Gegensatz zu affinen Ebenen und affinen Blockplänen gilt die Umkehrung im Allgemeinen nicht.

- Jede affine Ebene erfüllt die Axiome (A1) bis (A4) eines schwach affinen Raumes, ebenso jede affine Geometrie.
- Jede endliche affine Ebene und jeder endliche affine Raum erfüllt die Axiome (A1), (A2e), (A3) und (A4).
- Existiert eine leere Gerade {\displaystyle g=\emptyset }, so ist sie (nach A2) die einzige Gerade des schwach affinen Raumes.
- Wenn es mindestens zwei verschiedene Geraden gibt, dann enthält jede Gerade mindestens zwei verschiedene Punkte. Daher ist ein endlicher schwach affiner Raum genau dann ein linearer Raum, wenn er mehr als eine Gerade enthält. In linearen Räumen ist es dagegen im Allgemeinen nicht möglich, eine Parallelitätsrelation, die (A3) und (A4) erfüllt, einzuführen.
- Jeder endliche schwach affine Raum mit wenigstens zwei Geraden erfüllt die Axiome (A1), (A2e), (A3) und (A4) und ist ein 2-{\displaystyle (v,s,1)} Blockplan, wobei die Geraden die Blöcke sind und {\displaystyle s} die Konstante aus dem Axiom (A2e) ist. Die Parallelitätsrelation des schwach affinen Raumes ist dann auch ein Parallelismus des Blockplanes, allerdings ist der schwach affine Raum damit im Allgemeinen kein affiner Blockplan.
- Während eine affine Geometrie immer den Satz von Desargues erfüllt, wenn ihre Dimension größer als 2 ist, muss dies für einen schwach affinen Raum nicht gelten. (Die Festlegung eines Dimensionsbegriffes für schwach affine Räume ist etwas delikat und wenig anschaulich. In dieser Aussage soll Dimension anschaulich und sehr eingeschränkt so verstanden werden: Die Dimension des schwach affinen Raumes ist genau dann kleiner oder gleich 2, wenn aus der Disjunktheit von zwei Geraden stets deren Parallelität folgt.)
- In gewissen Fällen ist es möglich, auch einen schwach affinen Raum, der keine affine Geometrie ist, analog zu einer affinen Geometrie mit einem Fernraum projektiv abzuschließen.[3]

## Beispiele

### Trivialfälle
Bei den folgenden Beispielen ist mit „Raum“ ohne Zusätze immer ein schwach affiner Raum im Sinne der Axiome (A1)-(A4) gemeint. Mit „Affiner Raum“ ist ein Raum im Sinne der linearen Algebra, also ein affiner Raum über einem Schiefkörper gemeint, es gilt die dort übliche Parallelität, bei den projektiven Räumen muss diese Relation ggf. hinzugefügt werden, auch diese sind als projektive Erweiterung von affinen Räumen zu verstehen. Dagegen ist eine „Affine Geometrie“ hier die axiomatisch beschriebene Struktur, die nur dann desarguessch sein muss, wenn ihre Dimension größer als 2 ist. Eine Affine Ebene ist gleichbedeutend mit zweidimensionale affine Geometrie.
- Die leeren Räume:

- Das System {\displaystyle (\emptyset ,\emptyset ,\emptyset )} bildet einen Raum, der auch (A2e) leer erfüllt. Es beschreibt einen affinen und projektiven Raum und eine affine Geometrie der Dimension −1.
- Ebenso bildet  {\displaystyle \left(\emptyset ,\{\emptyset \},\{(\emptyset ,\emptyset )\}\right)} einen Raum. Dies ist der einzige schwach affine Raum mit einer leeren Geraden und weder ein affiner noch ein projektiver Raum und auch keine affine Geometrie.

- Die einpunktigen Räume:

- Ein Raum aus einem Punkt ohne Geraden und damit mit leerer Parallelitätsrelation erfüllt (A2e) und ist zugleich ein affiner und projektiver Raum und eine affine Geometrie der Dimension 0.
- Andererseits kann der eine Punkt einziger Punkt auf der einzigen Geraden des Raumes sein, die Gerade ist dann zu sich selbst parallel. Dieser Fall genügt nicht den Bedingungen an einen affinen oder projektiven Raum oder eine affine Geometrie.

- Zu jeder beliebigen Punktmenge mit mehr als einem Punkt gibt es einen Raum mit genau einer Geraden, die alle Punkte des Raumes enthält und nur zu sich selbst parallel ist. Alle eindimensionalen affinen und projektiven Räume haben diesen Typ und erfüllen die Axiome (A1) bis (A4). (Im projektiven Fall muss hier die Parallelitätsrelation entsprechend ergänzt werden.) Bei einer endlichen Zahl von Punkten größer 1 auf der einzigen Geraden erfüllt der Raum das schärfere Axiomensystem (A1), (A2e), (A3), (A4) und ist immer eine eindimensionale affine Geometrie.
- Der kleinste Raum mit mehr als einer Geraden ist das Minimalmodell einer affinen Ebene. Dies ist ein linearer und affiner Raum, aber kein projektiver Raum.

### Eine Klasse endlicher Modelle
Sei {\displaystyle K} ein endlicher Linksfastkörper, {\displaystyle n\in \mathbb {N} ,n\geq 2}. Dann verwendet man als Punktmenge {\displaystyle K^{n}}. Eine Gerade {\displaystyle g} wird durch einen Punkt {\displaystyle p_{0}\in K^{n}} und die Vielfachen eines „Vektors“ {\displaystyle v\in K^{n}\setminus \lbrace 0\rbrace } bestimmt, das heißt durch die Parametergleichung
{\displaystyle g:x=p_{0}+v\cdot \lambda :\quad \lambda \in K.}
Zwei Geraden mit den erzeugenden Vektoren {\displaystyle v,w\in K^{n}\setminus \lbrace 0\rbrace } sind genau dann parallel, wenn Skalare {\displaystyle \lambda ,\mu \in K\setminus \lbrace 0\rbrace } existieren, mit denen {\displaystyle v\cdot \lambda +w\cdot \mu =0} gilt.
Die so definierten Räume sind schwach affin und genügen dem schärferen Axiomensystem (A1), (A2e), (A3), (A4).
- Für {\displaystyle n=2} sind diese Räume affine Translationsebenen und genau dann desarguessch, wenn {\displaystyle K} ein Körper ist.
- Für {\displaystyle n>2} sind sie nur dann affine Räume (und dann natürlich auch affine Geometrien), wenn {\displaystyle K} ein Körper ist.

### Unendliches Beispiel
Die Punktmenge sei {\displaystyle {\mathcal {P}}=\mathbb {Z} ^{2}}, das Gitter der Punkte mit ganzzahligen Koordinaten in der reellen Ebene, {\displaystyle {\mathcal {H}}} die Menge der rationalen Geraden, also die Geradenmenge der affinen Ebene {\displaystyle \mathbb {Q} ^{2}} über den rationalen Zahlen. Jede rationale Gerade, die überhaupt einen Punkt mit ganzzahligen Koordinaten enthält, trifft unendlich viele solche Punkte, daher erfüllt die Geradenmenge {\displaystyle {\mathcal {G}}=\lbrace h\cap \mathbb {Z} ^{2}:\;h\in {\mathcal {H}}\rbrace \setminus \lbrace \emptyset \rbrace } das Axiom (A2), jede „Gerade“ aus {\displaystyle {\mathcal {G}}} ist abzählbar unendlich. Die Parallelitätsrelation {\displaystyle \parallel } soll die von den rationalen „Trägergeraden“ geerbte sein {\displaystyle \left(g_{1}\parallel g_{2}\Leftrightarrow \exists h_{1},h_{2}\in {\mathcal {H}}:g_{1}\subset h_{1}\land g_{2}\subset h_{2}\land h_{1}\parallel h_{2})\right)}. Dann ist {\displaystyle \left({\mathcal {P}},{\mathcal {G}},\parallel \right)} ein unendlicher schwach affiner Raum. Er ist weder ein affiner noch ein projektiver Raum und auch keine affine Geometrie.